# Linh hồn tạm trú
Linh hồn tạm trú (tên gốc tiếng Thái: โฮมสเตย์, còn được biết đến với tên tiếng Anh: Homestay) là một bộ phim kinh dị bộ phim điện ảnh Thái Lan năm 2018 được sản xuất bởi Jor Kwang Films và được phân phối bởi GDH 559. Đồng sáng tác và đạo diễn bởi Parkpoom Wongpoom, bộ phim dựa trên cuốn tiểu thuyết Nhật Bản Colorful của Eto Mori. Phim nói về quá trình vén màn bí mật sau cái chết của cậu nam sinh Min, còn là hành trình linh hồn tạm trú nếm trải những dư vị, sắc màu khác nhau của cuộc sống mới, ngắn ngủi nhưng vô cùng ý nghĩa. Phim ra rạp tại Thái vào ngày 25 tháng 10 năm 2018.

## Nội dung
Mọi chuyện bắt đầu khi cậu nam sinh Min (Teeradon Supapunpinyo) thức tỉnh sau vụ tự sát thập tử nhất sinh. Tuy nhiên, bên trong thân xác Min lúc này lại là một linh hồn xa lạ, kẻ được vệ thần ra điều kiện rằng: trong vòng 100 ngày phải tìm ra lý do khiến Min tự sát, bằng không gã sẽ phải chết thêm lần nữa và không bao giờ có cơ hội đầu thai.
Những ngày đầu trú ngụ trong thân xác Min, linh hồn tạm trú dường như đã được sống trong một thế giới tốt đẹp. Nơi đó có gia đình hạnh phúc, người mẹ hiền từ, người bố ôn hòa, bạn bè thân thiết, cô bạn thân xinh đẹp và thánh thiện. Nhưng tất cả chỉ là thứ hạnh phúc giả tạo dùng để che giấu một loạt bí mật kinh hoàng liên quan đến cái chết của Min.
Người mẹ phản bội gia đình vì ngoại tình, người bố ôn hòa nhưng bất lực trước sai lầm của vợ, anh trai ghét bỏ Min, cô bạn luôn bất an bởi những tội lỗi mình từng gây ra. Bạn bè luôn dùng ánh mắt kỳ lạ và soi mói để nhìn Min. Gia đình không ai muốn linh hồn tạm trú bước vào căn phòng cũ của cậu nam sinh. Những bức ảnh với khuôn mặt bị cào rách, chiếc máy tính vỡ nát với dòng chữ nhắc đến cái chết, thái độ bất thường của mọi thành viên trong gia đình khi nhắc đến những sự việc trước kia, tất cả đều phơi bày trước mắt linh hồn tạm trú như cười nhạo những ảo tưởng của anh về cuộc sống mới. Hóa ra, Min tự sát không vì ai đó xa lạ, mà vì áp lực đến từ những người thân yêu của cậu.

## Diễn viên
- Teeradon Supapunpinyo vai Min
- Cherprang Areekul vai Prima Wongsuthin (Pi) - bạn gái Min
- Suquan Bulakul vai bố Min
- Roj Kwantham vai mẹ Min
- Natthasit Kotimanuswanich vai Menn - anh trai Min
- Saruda Kiatwarawut vai Li - bạn thân Min
- Nopachai Chainam vai Người giám hộ (lao công)
- Chermarn Boonyasak vai Người giám hộ (y tá)
- Thaneth Warakulnukroh vai Người giám hộ (bác sĩ tâm thần)
- Suda Chuenban vai Người giám hộ (người già)
- David Asavanond vai Người giám hộ
- Pongsatorn Jongwilas vai Người giám hộ